# 324 TCN
324 TCN là một năm trong lịch La Mã.

## Sự kiện
Huệ Văn quân của nước Tần xưng vương.